# Цинцзянпу
Цинцзянпу́ (кит. упр. 清江浦, пиньинь Qīngjiāngpǔ)  — район городского подчинения городского округа Хуайань провинции Цзянсу (КНР).

## История
Во времена империи Цинь в 223 году до н.э. в этих местах был создан уезд Хуайинь (淮阴县). После основания империи Хань из него был выделен уезд Фулин (富陵县). В 201 году до н.э. Лю Бан дал Хань Синю титул Хуайинь-хоу (淮阴侯), и уезд был трансформирован в удел Хуайинь (淮阴侯国). Однако пять лет спустя Хань Синь был убит, и удельное владение вновь стало обычным уездом. В 117 году до н.э. был создан округ Линьхуай (临淮郡), в состав которого вошли уезды Хуайинь и Фулин. После падения диктатуры Ван Мана уезд Фулин был вновь присоединён к уезду Хуайинь, а округ Линьхуай был присоединён к округу Дунхай (东海郡). В 72 году округ Линьхуай был создан вновь.
В последующие века административное деление этих мест не раз менялось. Во времена империи Сун в 1273 году к северу от административного центра древнего уезда Хуайинь, в районе того места, где река Сышуй впадала в Хуайхэ, был создан уезд Цинхэ (清河县). Во времена монгольской империи Юань в 1324 году Хуанхэ сменила русло, и уездный центр Цинхэ был смыт наводнением, поэтому уездные власти перебрались на место бывшего административного центра древнего уезда Хуайинь на южном берегу Сышуй. Во времена империи Цин в 1761 году власти уезда переехали в Цинцзянпу; почти вся территория древнего уезда Хуайинь оказалась в составе уезда Цинхэ, а сам уезд был подчинён Хуайаньской управе (淮安府). 
После Синьхайской революции в Китае была проведена реформа структуры административного деления, и управы были упразднены. В 1914 году в связи с тем, что выяснилось, что в провинции Хэбэй имеется уезд с точно таким же названием, уезд Цинхэ был переименован в Хуайинь.
В январе 1951 года урбанизированная часть уезда Хуайинь была выделена в город Цинцзян (清江市). В августе 1958 года город и уезд были объединены вновь, став городом Хуайинь (淮阴市). В октябре 1964 года город Цинцзян был вновь выделен в отдельную административную единицу в составе Специального района Хуайинь (淮阴专区). В 1970 году Специальный район Хуайинь был переименован в Округ Хуайинь (淮阴地区).
В 1983 году были расформированы город Цинцзян и округ Хуайинь, и образован городской округ Хуайинь; территория бывшего города Цинцзян была разделена по линии канала на районы Цинхэ и Цинпу.
1 января 2001 года городской округ Хуайинь был переименован в городской округ Хуайань.
В 2016 году районы Цинхэ и Цинпу были объединены в район Цинцзянпу.

## Административное деление
Район делится на 11 уличных комитетов,  3 посёлка и 5 волостей.